# Star Trek: Armada II
Star Trek: Armada II ist ein Echtzeit-Strategiespiel, welches Activision im Jahr 2001 veröffentlichte. Es spielt im Star-Trek-Universum in der Ära von Raumschiff Enterprise – Das nächste Jahrhundert. Entwickelte wurde Star Trek: Armada II von Mad Doc Software. Es ist der Nachfolger zu Star Trek: Armada.

## Spielprinzip
Der Spieler kommandiert Raumschiffe, die sich nur auf einer Ebene bewegen können. Die dritte Dimension ist optional. Im Weltall werden Fabriken, Minen und Forschungseinrichtungen errichtet, um Kampfeinheiten mit unterschiedlichsten Fähigkeiten zu produzieren. Die Karten sind mit Nebeln, Asteroidenfeldern und Wurmlöchern versehen. Zudem können Schiffe mit Warp-Antrieb schneller fliegen. Neben Metall, Dilithium und Latinum als Ressourcen müssen auch Planeten besiedelt werden, um die nötige Mannstärke für die Besatzung von Schiffen zu erhalten.

## Rezeption
Armada II sei deutlich komplexer als der Vorgänger. Jede Rasse habe eigene Schiffstypen, Stationen sowie Bauvorlieben. Während die Föderation eine ausgewogene Mischung aus Schiffsmenge, Schild- und Waffenstärke bietet, bevorzugen die Klingonen Massenangriffe. Die Borg verlassen sich auf wenige, aber mächtige Schiffe. Spezies 8472 deren Schiffe aus Drohnen erwachsen, ähnele den Zerg aus StarCraft. Das Spiel richtet sich zwar hauptsächlich an Trekkies, sei jedoch auch für Fans des Genres geeignet. Kleinere Mängel gäbe es lediglich bei der Balance. Star Trek Armada II sei eines der besten Strategiespiele des Jahres 2001.

## Fleet Operations
Ein Fan-Projekt namens Fleet Operations sorge für Langlebigkeit. Es entfessele grafisch sehenswerte und taktisch ausgeklügelte Mehrspielerschlachten zwischen den Fraktionen Föderation, Romulanern, Klingonen, Borg und dem Dominion. Hierfür wurden neue Raumschiff-Modelle angefertigt, die Benutzerfläche überarbeitet und neue KI-Skripte geschrieben.